# روبي دينز
روبي دينز (بالإنجليزية: Robbie Deans)‏ هو لاعب اتحاد الرغبي نيوزيلندي، ولد في 4 سبتمبر 1959 في Hurunui District ‏ في نيوزيلندا.

## وصلات خارجية
- روبي دينز عل موقع إسبنسكروم (الإنجليزية)